# Covilhã
Covilhã (uitspraak [kuviˈʎɐ̃]) is een plaats en gemeente in het Portugese district Castelo Branco.
De gemeente heeft een totale oppervlakte van 556 km² en telde 54.505 inwoners in 2001.

## Bestuurlijke indeling van Covilhã
De gemeente omvat de volgende freguesias:
| - Aldeia de São Francisco de Assis - Aldeia do Souto - Barco - Boidobra (Covilhã) - Canhoso - Cantar-Galo (Covilhã) - Casegas - Conceição (Covilhã) - Cortes do Meio - Coutada - Dominguizo | - Erada - Ferro - Orjais - Ourondo - Paul - Peraboa - Peso - Santa Maria (Covilhã) - São Jorge da Beira - São Martinho (Covilhã) | - São Pedro (Covilhã) - Sarzedo - Sobral de São Miguel - Teixoso - Tortosendo - Unhais da Serra - Vale Formoso - Vales do Rio - Verdelhos - Vila do Carvalho (Covilhã) |

De gemeente ligt in de Serra da Estrela, de hoogste bergketen (1993 m) in Portugal.